# Banh (cratera)
Banh é uma cratera marciana. Tem como característica 15 quilômetros de diâmetro. Deve o seu nome a Banh, uma localidade na Burkina Faso.